# Russell Currier
Russell Currier est un biathlète américain, né le 27 juin 1987 à Stockholm (Maine).

## Biographie
Formé au Maine Winter Sports Center, Russell Currier est sélectionné avec l'équipe nationale américaine junior à partir de 2004 à l'occasion des Championnats du monde jeunesse. Il monte sur son premier podium en 2007 dans la Coupe d'Europe junior à l'issue d'un sprint disputé en Italie.
Il apparait pour la première fois sur le circuit de la Coupe du monde lors des Championnats du monde 2008.
En janvier 2012, il signe le premier résultat significatif de sa carrière en terminant sixième du sprint de Nove Mesto, alors qu'il n'avait jamais fait partie des cinquante premiers d'une épreuve individuelle en coupe du monde. Plus tard dans la saison, il se classe encore sixième, sur le sprint de Kontiolahti.
Aux Jeux olympiques d'hiver de 2014, il termine 60e du sprint, 49e de l'individuel et 16e du relais avec l'équipe des États-Unis.
Il doit attendre la saison 2016-2017 pour inscrire à nouveau des points en Coupe du monde.
Il termine sa carrière sportive à l'issue de la saison 2017-2018, après avoir disputé sa dernière course internationale en Coupe du monde en janvier 2018 à Antholz (63e du sprint).

## Palmarès

### Jeux olympiques
| Épreuve / Édition           | Individuel | Sprint | Poursuite | Mass start | Relais | Relais mixte |
| Jeux olympiques 2014 Sotchi | 49e        | 60e    | -         | -          | 16e    | -            |

Légende :
- : pas d'épreuve
- - : Non disputée par Currier

### Championnats du monde
| Mondiaux \ Épreuve | Individuel | Sprint | Poursuite | Mass start | Relais | Relais mixte |
| 2008 Östersund     | 79e        | -      | -         | -          | -      | 16e          |
| 2009 Pyeongchang   | -          | 57e    | 56e       | -          | 21e    | 18e          |
| 2012 Ruhpolding    | -          | 63e    | -         | -          | -      | -            |
| 2013 Nové Město    | 59e        | 43e    | 52e       | -          | 12e    | -            |

Légende :
- : pas d'épreuve
- - : Non disputée par Currier

### Coupe du monde
- Meilleur classement général : 52e en 2012.
- Meilleur résultat individuel : 6e.

| Saison    | Classement général final | Classement individuel | Classement sprint | Classement poursuite | Classement mass start |
| 2007-2008 | nc                       | nc                    |                   |                      |                       |
| 2008-2009 | nc                       | nc                    | nc                | nc                   |                       |
|           |                          |                       |                   |                      |                       |
| 2010-2011 | nc                       | nc                    | nc                |                      |                       |
| 2011-2012 | 52e                      | nc                    | 40e               | 57e                  |                       |
| 2012-2013 | nc                       | nc                    | nc                | nc                   |                       |
| 2013-2014 | nc                       | -                     | nc                | nc                   |                       |
| 2014-2015 | nc                       | nc                    | nc                |                      |                       |
|           |                          |                       |                   |                      |                       |
| 2016-2017 | 96e                      | nc                    | nc                | 73e                  |                       |
| 2017-2018 | nc                       |                       | nc                |                      |                       |

### Championnats des États-Unis
- Champion de la mass start en 2010. En date de 2014, il compte trois titres de champion national[3].